# Jonathan (rùa cạn)
Jonathan (nở từ trứng k. 1832) là một cá thể thuộc loài rùa khổng lồ Seychelles (Aldabrachelys gigantea hololissa), một phân loài của rùa khổng lồ Aldabra (Aldabrachelys gigantea). Jonathan là cá thể động vật sống trên cạn có tuổi đời lâu nhất còn sống tính đến năm 2022. Jonathan cư trú trên đảo Saint Helena, một lãnh thổ hải ngoại của Anh ở phía Nam Đại Tây Dương.

## Lịch sử
Jonathan nở từ trứng vào k. 1832, được đưa đến Saint Helena từ Seychelles ở Ấn Độ Dương vào năm 1882 cùng với ba cá thể rùa khác ở độ tuổi 50. Jonathan được Thống đốc Saint Helena Sir Spencer Davis đặt tên vào những năm 1930 và đã sống qua 31 nhiệm kỳ thống đốc. Cá thể rùa này tiếp tục sống trong khuôn viên của Plantation House, nơi ở chính thức của thống đốc; đồng thời được chăm sóc bởi chính phủ Saint Helena.

## Tuổi đời
Tuổi của Jonathan đã được mang ra ước lượng vì cá thể này đã "hoàn toàn trưởng thành" khi được đưa đến Saint Helena vào năm 1882. "Hoàn toàn trưởng thành" có nghĩa là đã ít nhất 50 tuổi, qua đó có thể xác định ngày mà Jonathan nở ra từ trứng không muộn hơn năm 1832. Do đó, số tuổi thực tế của Jonathan có thể lớn hơn 190.
Vào năm 2022, độ tuổi ước tính của Jonathan đã vượt qua tuổi của cá thể rùa Tu'i Malila mà Sách Kỷ lục Guinness Thế giới đã công nhận là cá thể rùa già nhất từng được ghi nhận. Cá thể này qua đời ở Tonga năm 1966 ở tuổi 189. Adwaita, một cá thể rùa khổng lồ Aldabra qua đời vào năm 2006 tại Vườn thú Alipore ở Kolkata, Ấn Độ, được cho là đã sống đến 255 tuổi, nhưng điều này hiện vẫn chưa được xác nhận.

## Hình ảnh truyền thông

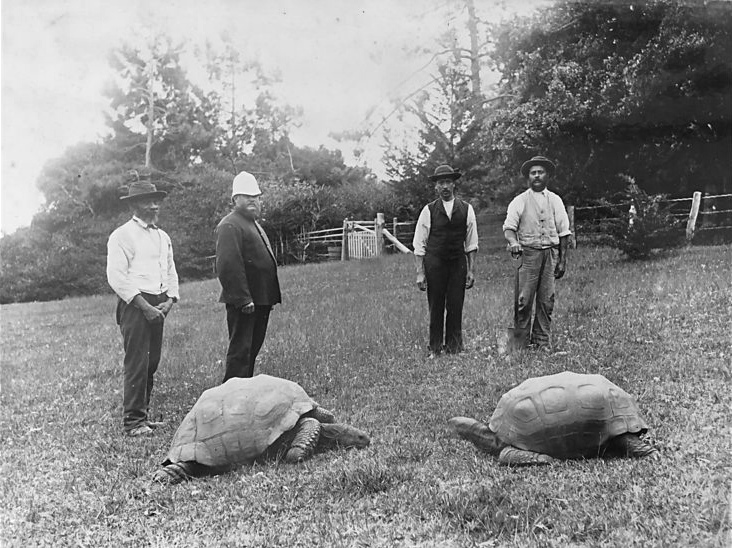
Jonathan (trái) với một cá thể rùa khổng lồ khác (1886)

Vào tháng 2 năm 2014, Cuộc chạy gậy tiếp sức của Nữ hoàng trước Đại hội thể thao Khối thịnh vượng chung 2014 đã tới thăm Saint Helena. Một bức ảnh đã được chụp thống đốc Saint Helena Mark Gates cầm chiếc gậy và Jonathan trong khuôn viên của Plantation House.
BBC Radio đã giới thiệu Jonathan trong một tập của From Our Own Correspondent vào tháng 3 năm 2014 sau khi người chèo thuyền vượt đại dương Sally Kettle đến thăm hòn đảo Saint Helena. Đồng xu năm xu Saint Helena có khắc hình Jonathan ở mặt sau.

## Từ năm 2015
Kể từ tháng 12 năm 2015, Jonathan được báo cáo là "còn sống và khỏe mạnh [...] Ông bị mù do đục thủy tinh thể, mất khứu giác và vì vậy không thể phát hiện ra thức ăn [...], nhưng ông vẫn giữ được thính giác tuyệt vời."  Vào tháng 1 năm 2016, BBC đưa tin rằng Jonathan đã được áp dụng một chế độ ăn kiêng mới nhằm giữ cho bản thân khỏe mạnh và kéo dài tuổi thọ. Do tuổi già, Jonathan dành cả ngày để làm hầu hết mọi thứ với người bạn đời của mình, bao gồm ăn, ngủ và giao phối.
Để kỷ niệm sinh nhật lần thứ 190 được cho là của Jonathan vào tháng 2 năm 2022, các quan chức trên đảo đã lên kế hoạch làm một loạt tem kỷ niệm và du khách đã nhận được giấy chứng nhận có ảnh chụp dấu chân đầu tiên được biết đến của Jonathan. Ngày 4 tháng 12 năm 2022, Jonathan tròn 190 tuổi. Cư dân địa phương đã dành ra 3 ngày để tổ chức lễ kỷ niệm sinh nhật cho Jonathan, đồng thời giới thiệu một chiếc bánh được làm hoàn toàn từ những thực phẩm tốt cho sức khỏe mà Jonathan yêu thích.